# VRMMO
VRMMO（英: Virtual Reality Massively Multiplayer Online Game、Virtual Reality Massive Multiplayer Online role-playing game）は、仮想空間内の世界に専用デバイスで入り、実際に五感を使って一人称視点で遊ぶゲームのことである。日本語の正式名称は「仮想現実大規模多人数同時参加型オンラインゲーム」という。仮想現実オンラインゲームの一種。

## 概要
VRMMOという語彙自体は21世紀初頭からすでにサイエンスフィクションで用いられていたが当時は技術水準が実用域に達しておらず絵空事として扱われていた。2010年代末になると周辺技術が発達してきたため、徐々に現実味を帯びつつあり、2020年代には本格的にサービスの展開が予定される。

## 要素技術

### 広帯域通信
通信容量が従来のオンラインゲームと比較して飛躍的に増えるため、広帯域の通信環境が不可欠となる。

### 高性能コンピュータ
360度の映像情報の処理のためには2020年現在でもハイエンドに近いPCとグラフィックボードを必要とする。

### VRゴーグル
解像度の高いVRゴーグルを必要とする。

## 普及への課題
2020年時点では環境を整えるためには10万円近い出費が必要とされ、これが一因で普及には至っていない。また、購入時点ではハイエンドでも数年後には陳腐化するという現象が常に付きまとう。一方、スマートフォンの性能はムーアの法則により、急速に向上しており、2018年の時点で既にPlayStation 3の性能を凌駕しており、このペースで進歩が続けば、有力なハードになることが期待される。

## VRMMOをモチーフにした作品
- 『ソードアート・オンライン』 - VRMMORPG「ソードアート・オンライン」の世界に閉じ込められた主人公の桐ヶ谷和人たちの活躍を描いている[2][4]。
- 『シャングリラ・フロンティア〜クソゲーハンター、神ゲーに挑まんとす〜』 - VRMMORPGの世界に足を踏み入れた主人公たちの様子を描いている[4]。
- 電脳遊撃手サナグ バーチャル・ネットワーク
- 闇姫の迷宮
- 電脳のイヴ
- ありす in Cyberland
- アクセル・ワールド
- 『のんびりVRMMO記』 - VRMMOのゲームを始めた主人公の九重鶫、妹の雲雀、友達の鶲がVRMMO内で起こす事件を描いた[6]。
- 『VRMMOはウサギマフラーとともに。』 - 主人公の因幡白兎が令嬢のレンシアを誘拐から助け出したお礼としてVRMMOゲーム『デモンズワールド・オンライン』を贈られたことをきっかけに始まる物語を描いている[6]。
- 『痛いのは嫌なので防御力に極振りしたいと思います。』 - VRMMOを始めた主人公の本条楓が極振りをしてしまったことを発端に始まる物語を描いている[6]。
- 『Free Life Fantasy Online』 - 主人公の琴音がVRMMO『フリーライフファンタジーオンライン』のゲーム内で「ゾンビ」の種族をキャラメイクの際に選んだ女子高校生の琴音を主人公とした作品[6]。

- 景の海のアペイリア
- くまクマ熊ベアー
- 『DIGITAL HOMUNCULUS 』
- 「オーバーロード」
- リアデイルの大地にて